# Jonathan Nanizayamo
Jonathan Nanizayamo, né le 5 juin 1991 à Tours, est un footballeur français qui évolue au poste d'attaquant.
Il est le frère du footballeur Mickaël Ange Nanizayamo.

## Biographie

### Parcours junior et amateur
En 2009, il joue avec l'équipe réserve du FC Nantes en CFA. 
En 2010, il signe à la Real Sociedad, où il rejoint un autre footballeur français, Antoine Griezmann.
Il joue lors de sa première saison avec l'équipe réserve, durant laquelle il dispute 21 rencontres. La saison suivante, il ne joue que dix matchs de championnat de troisième division, toujours avec l'équipe réserve. En 2012, il marque son premier but avec l'équipe réserve, disputant 15 matchs. 
La saison 2013-2014 constitue sa dernière année au club, il joue neuf matchs avec la réserve et marque un but, avant de rejoindre le championnat de Bulgarie.

### Début professionnel en Bulgarie et au Tours FC
Il signe un contrat avec le club du FC Vereya en 2014. En 2015, il revient à Tours en Ligue 2 et joue sept matchs de championnat, avant de s'engager au Racing Club de Lens.

### Racing club de Lens
Lors de la saison 2015-2016, Jonathan Nanizayamo effectue un essai au club, puis signe quelques jours plus tard un contrat professionnel de deux ans et une en cas de montée
Il est souvent appelé par Antoine Kombouaré et dispute 21 matches avec le RC Lens, pour trois buts marqués, dont le premier lors de la sixième journée contre le Stade brestois 29.

## Statistiques
| Saison                | Club                  | Championnat           | Championnat | Championnat | Coupe(s) nationale(s) | Coupe(s) nationale(s) | Total | Total |
| Saison                | Club                  | Division              | M.          | B.          | M.                    | B.                    | M.    | B.    |
| 2014-2015             | FC Vereya             | Second League         | 7           | 3           | 0                     | 0                     | 7     | 3     |
| 2014-2015             | Tours FC              | Ligue 2               | 7           | 1           | 0                     | 0                     | 7     | 1     |
| 2015-2016             | RC Lens               | Ligue 2               | 19          | 3           | 2                     | 0                     | 21    | 3     |
| 2016-2017             | Paris FC              | National 1            | 22          | 3           | 1                     | 0                     | 23    | 3     |
| 2017-2018             | Gangwon FC            | K League 1            | 4           | 0           | 0                     | 0                     | 4     | 0     |
| 2018-2019             | US Quevilly-Rouen     | National 1            | 16          | 3           | 1                     | 0                     | 17    | 3     |
| Total sur la carrière | Total sur la carrière | Total sur la carrière | 75          | 13          | 4                     | 0                     | 79    | 13    |